# Neuralla albata
Neuralla albata är en fjärilsart som beskrevs av Alexander Michailovitsch Djakonov 1936. Neuralla albata ingår i släktet Neuralla och familjen mätare. Inga underarter finns listade i Catalogue of Life.